# Bitorajci
Bitorajci is een plaats in de gemeente Bosiljevo in de Kroatische provincie Karlovac. De plaats telt 11 inwoners (2001).